# Сегре, Жан Реньо де
Жан Реньо де Сегре (фр. Jean Regnault de Segrais; 22 августа 1624, Кан — 15 марта 1701, там же) — французский писатель.

## Биография
Сегре окончил коллеж иезуитов в Кане, в 1647 году перебрался в Париж и на протяжении 24 лет служил секретарём у Великой Мадемуазель. Поддерживал дружеские отношения с Полем Скарроном, Менажем, Пьером-Даниэлем Юэ и Никола Буало. В 1662 году был избран членом Французской академии (кресло № 6). В 1672 году отрицательно отозвался о взаимоотношениях Великой Мадемуазель с Лозеном и потерял место; поступил на службу к мадам де Лафайет в качестве секретаря. Первые издания её сочинений — «Принцесса Монпансье», «Принцесса Клевская» и «Заида» — были опубликованы под именем Сегре. В 1677 году вернулся в Кан, где год спустя женился на своей родственнице. Вернулся в Париж по приглашению мадам де Ментенон.

## Творчество

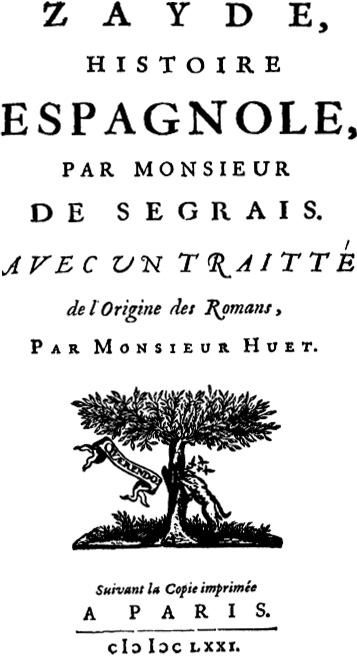
Титульный лист романа «Заида» (издание 1670 года)

Несомненно, роль Сегре в написании «Заиды» (которую он именовал «моей Заидой») была весьма значительной. Среди других сочинений Сегре:
- пасторальные стихотворения, в том числе «Ацис» (Athys, (1653).
- незавершённый четырёхтомный роман «Береника» (Bérénice, 1648—1651).
- двухтомный сборник «Французские новеллы, или Развлечения принцессы Аврелии» (Les Nouvelles françaises, ou les Divertissemens de la princesse Aurélie, 1656—1657).
- трагедия «Любовь, излеченная временем» (L’Amour guéri par le Temps).
- перевод «Энеиды» Вергилия (Traduction de l'Énéide de Virgile, 1668—1681).
- В 1721 году вышла антология забавных историй, воспоминаний и шуток, связанных с Сегре (Segraisiana).

## Электронные ресурсы
Текст "Сегрезианы" в электронной библиотеке "Gallica"